# Михайлов, Пётр Васильевич
Пётр Васи́льевич Миха́йлов (январь 1832, Вологда — 22 октября 1906, Москва) — томский городской голова, купец I гильдии, меценат. Финансировал ряд проектов по благоустройству Томска, его имя носит Михайловская роща в городе.
Прапрадед известного российского шахматиста Александра Морозевича.

## Биография

### Купец
Пётр Михайлов родился в 1832 году в Вологде, в семье мещан. Образование получил в уездном училище. После окончания училища стал помогать отцу в коммерческой деятельности. В 1852 году прибыл в Томск, где позже вместе с компаньоном основал торговый дом «Петров и Михайлов». Предприятие торговало самой разнообразной продукцией — чаем, сахаром, тканями, одеждой и другими товарами. Рынок сбыта — не только Томск, но также Барнаул, Семипалатинск, Усть-Каменогорск, Верный, Ирбит и Подмосковье. По объёму торговли «Петров и Михайлов» уступали только «Евграфу Кухтерину и сыновьям».
До нашего времени дошло здание фирмы «Петров и Михайлов» (улица Миллионная, 6 — ныне проспект Ленина, 82б). В 1896 году Петров решил выйти из дела и с 1902 года предприятие стало носить имя «Михайлов и Малышев». Архитектор — Виктор Хабаров. Ныне здание является памятником архитектуры.
В 1870 году П. Михайлов построил в Томске воскобельно-свечной завод. В 1881—1882 годах совместно с Захарием Цибульским основал ещё один завод, на этот раз по производству кирпичей (он стал первой в Сибири кирпичной фабрикой).

### Градоначальник и меценат

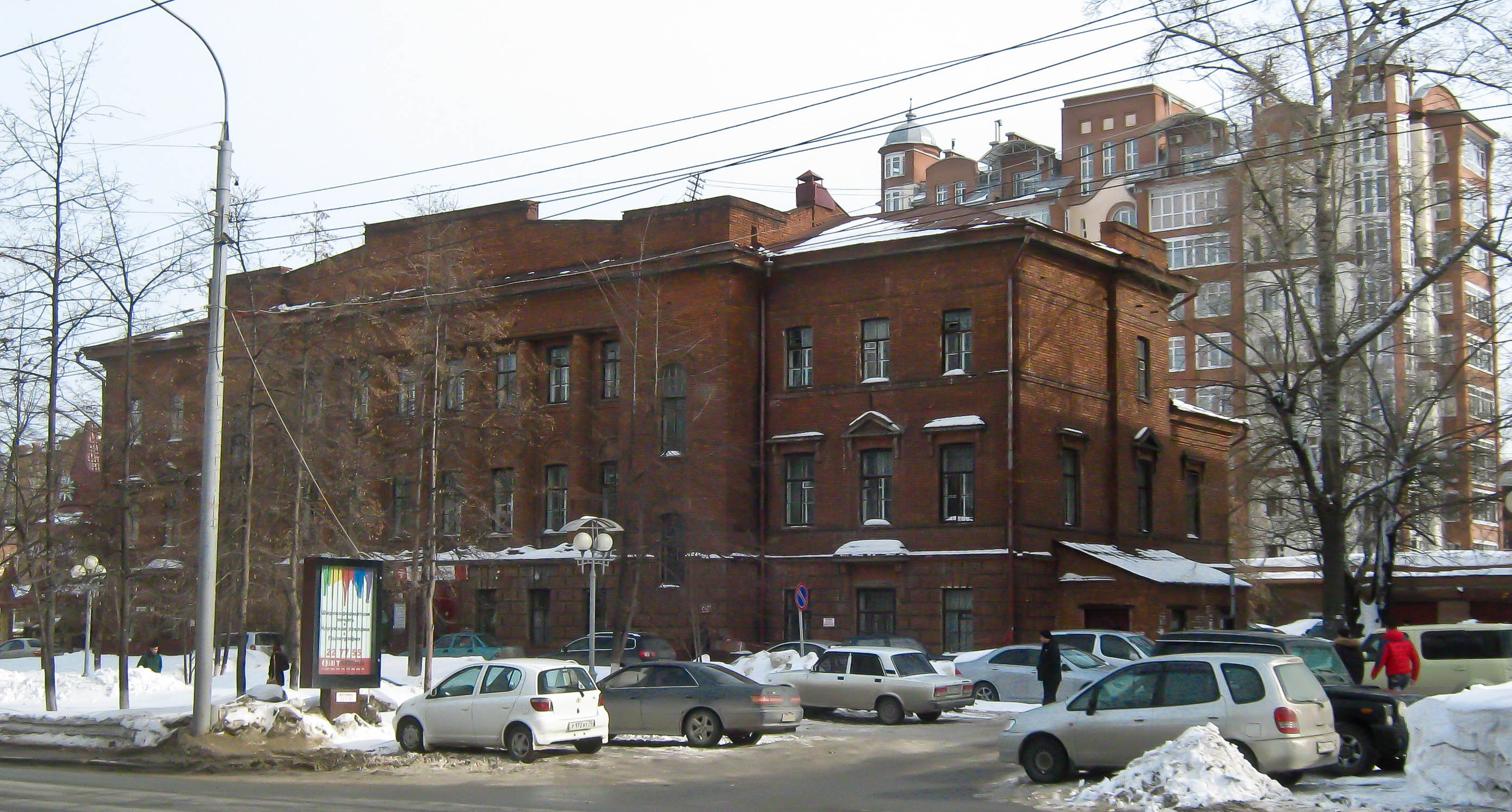
Михайловская больница

В 1883 году Михайлова избирают на пост городского головы. В этой должности он находился до 1887 года, а затем ещё раз в 1891—1894 годах. За это время при его непосредственном участии и покровительстве в Томске были построены первое ремесленное училище, первая в России бесплатная библиотека, бесплатная амбулаторная лечебница для бедных.
Содействовал достройке Троицкого кафедрального собора (в том числе лично оплатил часть расходов), а также ряда церквей в Томске и других городах страны, Архиерейской Крестовой церкви (в наше время — органный зал Томской филармонии). Несмотря на столь впечатляющие заслуги, ходатайство комитета по постройке Троицкого кафедрального собора о присвоении П. Михайлову звания почётного гражданина города Томска было отклонено.
Под патронажем Михайлова находилась и женская мариинская гимназия, а также местные начальные училища и приюты, Воскресенское приходское и Алексеевское реальное училища.
При нём в Томске был замощён ряд городских улиц, построен первый в городе водопровод, передал в дар Томскому добровольческому пожарному обществу первую пожарную машину. Благодаря ему в Томске была открыта детская больница (в настоящее время — поликлиника № 1) — вдова Алевтина Петровна перечислила на постройку 100 тысяч рублей согласно завещанию мужа.

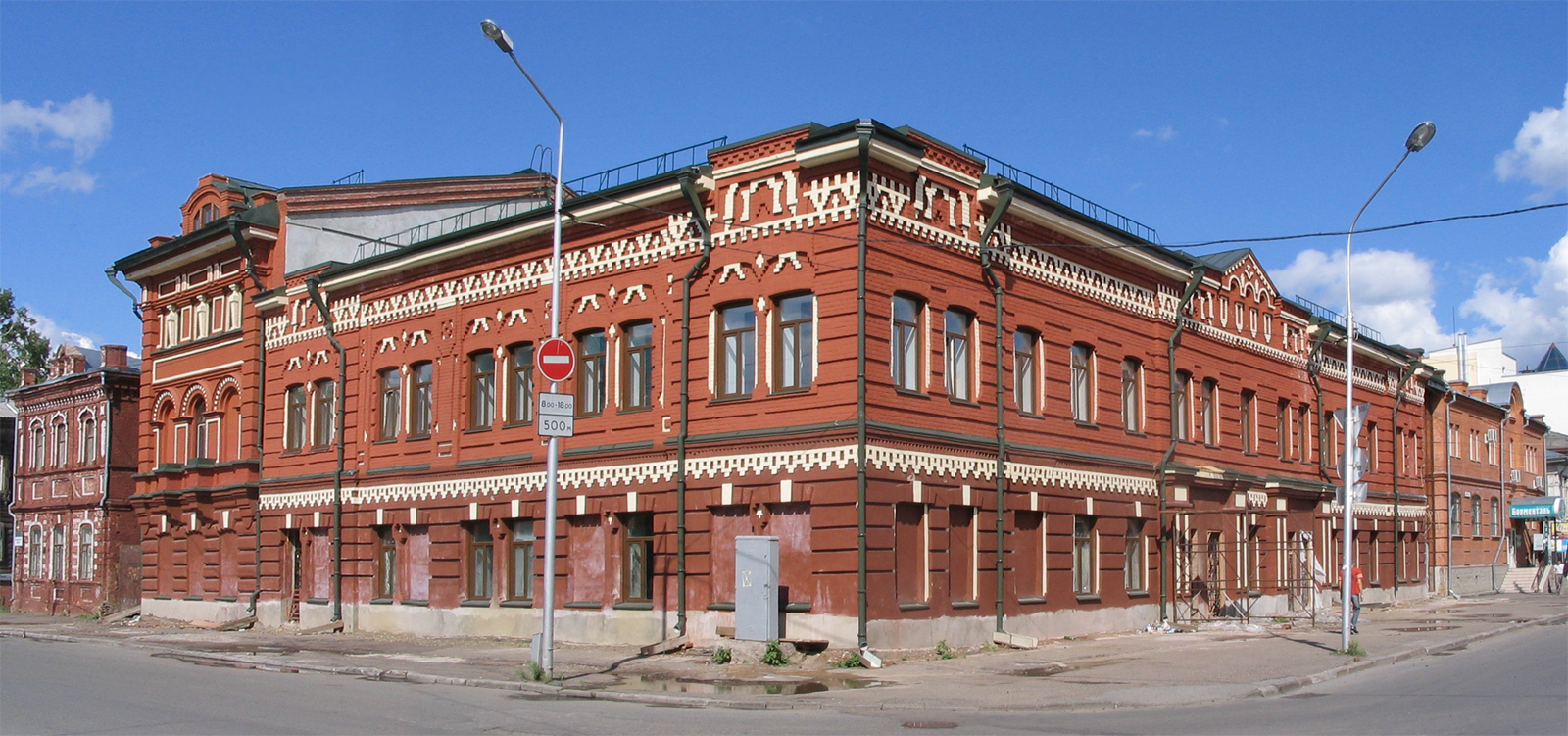
Здание Музея прикладных знаний и бесплатной библиотеки

В 1893 году совместно с купцом Сибиряковым им было возведено здание Музея прикладных знаний. На протяжении 35 лет являлся старостой Богоявленской церкви.

### Михайловская роща
В XIX—начале XX веков Михайлов владел крупным земельным участком на территории рощи, которую позже, в его честь, станут называть Михайловской. Другим участком рощи владел компаньон Михайлова — купец Малышев. Оба землевладельца построили в роще усадьбы, фундаменты которых сохранились до сих пор (2017). Позже Михайлов открыл рощу для свободного посещения. В роще были беседки, скамейки, дороги для конных и пеших прогулок, искусственные гроты, родники, сеть фонтанов, посажены редкие породы деревьев.
По данным на 2017 год, в роще сохранились остатки фонтанов и беседки.

### Наследие
Скончался в Москве в октябре 1906 года. Был похоронен в ограде Томского кафедрального собора. При разрушении собора в 1930-х годах та же участь постигла и захоронение.
В настоящее время напоминанием о деятельности Петра Михайлова являются Михайловская роща, а также здания, что были возведены при его участии — в их числе и первые корпуса нынешних Медицинского и Политехнического университетов, построенные из кирпича, произведённого на его фабрике.